# Дмуси
Дмуси (пол. Dmusy, нім. Dimussen) — село в Польщі, у гміні Біла Піська Піського повіту Вармінсько-Мазурського воєводства.
Населення — 113 осіб (2011).

## Демографія
Демографічна структура станом на 31 березня 2011 року:
|          | Загалом | Допрацездатний вік | Працездатний вік | Постпрацездатний вік |
| -------- | ------- | ------------------ | ---------------- | -------------------- |
| Чоловіки | 55      | 9                  | 40               | 6                    |
| Жінки    | 58      | 14                 | 30               | 14                   |
| Разом    | 113     | 23                 | 70               | 20                   |